# HomeTown
Gli HomeTown sono stati una boy band irlandese attiva fra il 2014 e il 2016. È stata formata e gestita da Louis Walsh e composta da sei membri.

## Carriera
Il gruppo è stato formato nel 2014 con cinque membri provenienti da varie parti dell'Irlanda, scelti da Louis Walsh fra oltre mille ragazzi che hanno preso parte alle audizioni. Successivamente Gareth Borrow, proveniente da Derry, è stato sostituito da Josh Gray e Dean Gibbons.
Il loro primo singolo, Where I Belong, ha debuttato alla vetta della classifica settimanale dei singoli più venduti in Irlanda. Anche il secondo singolo Cry for Help, uscito a marzo 2015, ha raggiunto la vetta della classifica irlandese. Un terzo singolo, The Night We Met, è stato diffuso a ottobre 2015 e ha raggiunto il cinquantanovesimo posto. Il mese successivo è uscito l'album di debutto dei ragazzi, intitolato HomeTown, che ha debuttato al quarto posto della classifica irlandese, trascorrendo tredici settimane nella top 100. Il quarto e ultimo singolo estratto dall'album, Roses, è uscito ad agosto 2016.
Gli HomeTown hanno annunciato il loro scioglimento a dicembre 2016 in modo tale che ogni membro potesse conseguire la propria carriera da solista. In particolare, Brendan Murray è stato scelto come rappresentante irlandese all'Eurovision Song Contest 2017.

## Membri
- Dayl Cronin (Clonmel, 8 dicembre 1993)
- Ryan McLoughlin (Newbridge, 27 gennaio 1994)
- Dean Gibbons (Tallaght, 17 febbraio 1994)
- Cian Morrin (Castlebar, 2 ottobre 1994)
- Brendan Murray (Galway, 16 novembre 1996)
- Josh Gray (Blessington, 28 marzo 1997)

## Discografia

### Album in studio
- 2015 – HomeTown

### Singoli
- 2014 – Where I Belong
- 2015 – Cry for Help
- 2015 – The Night We Met
- 2016 – Roses